# Vitnyéd
Vitnyéd là một thị trấn thuộc hạt Győr-Moson-Sopron, Hungary. Thị trấn này có diện tích 32,25 km², dân số năm 2010 là 1386 người, mật độ 43 người/km².